# Хриби (Луковица)
Хриби (словен. Hribi) је насељено место у општини Луковица, Средњесловенска регија, Словенија.

## Историја
До територијалне реорганизације у Словенији било је у саставу старе општине Домжале.

## Становништво
У попису становништва из 2011. године, Хриби је имао 53 становника.
| Број становника према пописима | Број становника према пописима | Број становника према пописима |
| ------------------------------ | ------------------------------ | ------------------------------ |
| 1991                           | 2002                           | 2011                           |
| 66                             | 50                             | 53                             |

Напомена: Године 1953. повећана за насеља Велика Равен, Заплеш, Дртно и Лебенице, која су укинута.